# 조르주 샤르파크

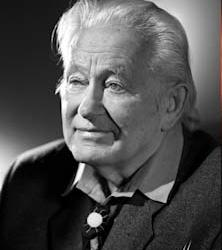
조르주 샤르파크

조르주 샤르파크(Georges Charpak, 1924년 8월 1일 ~ 2010년 9월 29일)는 폴란드,프랑스의 물리학자로, 1992년 다중선 비례 검출기를 개발한 공로로 노벨 물리학상을 수상했다.